# تشن كون
تشن كون (بالصينية: 陈坤) مواليد 4 فبراير 1976 في تشونغتشينغ، هو ممثل ومغن صيني بدأ مسيرته الفنية عام 1999. فاز بجائزة المائة زهرة (والتي تعادل جائزة غولدن غلوب في الصين) عن فئة أفضل ممثل. مثل في أفلام مثل موجين: الأسطورة المفقودة.

## وصلات خارجية
- تشن كون على موقع IMDb (الإنجليزية)
- تشن كون على موقع قاعدة بيانات الأفلام العربية
- تشن كون على موقع ألو سيني (الفرنسية)
- تشن كون على موقع ميوزك برينز (الإنجليزية)
- تشن كون على موقع أول موفي (الإنجليزية)
- تشن كون على موقع قاعدة بيانات الفيلم (الإنجليزية)
- تشن كون على موقع كينوبويسك (الروسية)